# Avstavning
Avstavning innebär att i skrift dela upp ett långt ord i slutet av en rad i två delar, avskilda med en divis (bindestreck) efter första delen, varefter sista delen av ordet överförs till nästföljande rad. Avsikten är att på detta vis åstadkomma en satsyta med en jämnare marginal, vilket ökar textens läsbarhet. Praxis och regelverk för hur avstavning bör utföras skiljer sig åt mellan olika språk.

## Avstavningsregler i svenskan
Sammansatta ord delas om möjligt upp i de icke sammansatta ord som de består av:
- sommar-lov, som-mar-lov
- kör-stycke
- morgon-tidning, mor-gon-tid-ning

Om den första delen i ett sammansatt ord avslutas med dubbeltecknad konsonant, och om den andra delen inleds med samma konsonant, skrivs normalt endast två konsonanter ut. Däremot tillåts samma tre konsonanter i rad om avstavning sker mellan ordleden:
- straff-fånge
- topp-prestation
- vall-låt

Avstavning på svenska av icke sammansatta ord sker enligt en av två principer: enkonsonantsprincipen och ordledsprincipen, som beskrivs nedan.
Enkonsonantsprincipen är den traditionella av de båda. Ordledsprincipen och information om ordled infördes i Nationalencyklopedins ordbok (NEO, 1995) och i tolfte upplagan av Svenska Akademiens ordlista över svenska språket (SAOL, 1998), i vars förord ordledsprincipen rekommenderas som modell för avstavning. Däremot anses båda huvudprinciperna likvärdiga enligt Svenska skrivregler (§6.2). Språknämnden förespråkade enkonsonantsprincipen, men Språknämnden lades ner 2006 och ersattes av Språkrådet.
Det rekommenderas att inte avstava ordled med endast en bokstav.

### Enkonsonantsprincipen
Enkonsonantsprincipen innebär att man mekaniskt flyttar en konsonant till nästa stavelse:
- socia-lism
- stö-tande
- plan-ka

Från denna regel finns fem undantag:
1. Sje-ljud Alla bokstäver i bokstavsgrupper som betecknar sje-ljud placeras i den andra halvan av ordet:
- männi-ska
- ma-skin
- mar-schera

Om sje-ljudet skrivs med ssi används huvudregeln:
- dis-kus-sion

Om sje-ljudet stavas med ssj avstavas ordet mellan s och sj:
- rys-sja
- häs-sja

2. Bokstavsgruppen ng Om bokstäverna ng står för ett enda ljud placeras ng före bindestrecket:
- ving-ar
- krång-lig
- sväng-er

Om g:et i ng uttalas som g används däremot huvudregeln:
- bin-go
- tan-go

3. Bokstavsgruppen ck Bokstavsgruppen ck kan antingen delas upp eller placeras i den första stavelsen:
- vack-er eller vac-ker
- myck-et eller myc-ket

4. Bokstaven x Bokstaven x placeras alltid i den första stavelsen:
- box-are
- vax-ade
- tax-ar

5. Betoning För ord (främst lånord) som har betoningen på någon annan stavelse än ordets första stavelse, förs så många konsonanter som går att uttala i följd till den andra stavelsen:
- prog-nos eller pro-gnos
- elek-tron
- indu-stri

### Ordledsprincipen
Även ord som inte är sammansättningar består ofta av olika delar, som exempelvis grundord (basmorfem), avledningsändelser (affix), böjningsändelser (suffix) och förstavelser (prefix). Avstavning enligt ordledsprincipen tar hänsyn till dessa delar.
Avledningsändelser
- social-ism, soci-al-ism
- fisk-are
- erfaren-het, er-far-en-het

Böjningsändelser
- sak-en
- lök-arna
- stöt-ande

### Tydlighetsundantag
Särskild hänsyn bör användas för att undvika en olämplig eller svårtydbar avstavning. Exempelvis bör det sammansatta ordet plåttermos inte avstavas plåtter-mos, och transport måste avstavas trans-port.

## Avstavningar i andra språk
I engelska språket används liknande principer för avstavning (hyphenation). Själva stavelseindelningen baseras endast på ordleden (motiverat med engelskans många varianter av uttal av vokaler, vilket skiljer sig från ordstam till ordstam), men de faktiska avstavningarna sker genom en uppsättning olika regler. Dessa kan vara fem till antalet eller brytas ner ännu längre. De fem grundläggande reglerna är följande:
1. Avstava enligt enkonsonantsprincipen mellan två konsonanter (cof-fee, plas-tic).
2. Avstava enligt betoning (fler konsonanter före betonad stavelse) eller ordled där fler konsonanter möts (em-ploy, bank-rupt, mons-ter).
3. Använd enkonsonantsprincipen när det endast är en konsonant mellan vokalerna (plu-ral, gla-cier).
4. Avstava efter en eller flera konsonanter om det ger tydligare ordbilder (doz-en, cour-age).
5. Avstavning kan ske mellan två vokaler som tillhör olika stavelser (det vill säga inte är del av diftonger eller uttalas som ett ljud; cli-ent, cha-os).

Franskans regler för avstavning har likheter med engelskan. Här avstavas:
1. inte mellan vokaler (avia-tion, inte avi-ati-on)
2. enligt enkonsonantsprincipen när det endast är en konsonant (ett konsonantljud mellan vokalerna (cha-ri-té, dé-mé-na-ger, pi-gnon, rat-ta-cher)
3. inte vid x eller y mellan vokalljud (taxa-tion, rayer)
4. enligt enkonsonantsprincipen mellan två konsonantljud (bal-lon, lis-te)
5. före konsonantkluster bestående där r eller l föregås av konsontant som inte är r eller l (ta-ble, pro-prié-té)
6. enligt enbokstavsprincipen vid konsonantkluster med tre konsonanter (anc-rage) eller två konsonantljud (mar-chand)
7. mellan två konsonanter i kluster med fyra konsonanter (cons-truc-tion, ins-tru-ment[a])
8. efter prefixen dé och pré (dé-ta-cher)
9. inte i egennamn, undantaget genom att utnyttja bindestrecket i ett namn eller sammansatt namn
10. så att avstavningen inte resulterar i svordomar eller könsord (concier-ge och inte con-cier-ge, culti-va-teur och inte cul-ti-va-teur

## Avstavning i ordbehandlingsprogram
Delvis automatisk avstavning förekommer bland annat i ordbehandlingsprogram. Däremot måste användaren vara medveten om att avstavning i ordbehandlingsprogram alltid måste kompletteras med manuell kontroll – datorprogram har svårt att skilja mellan betydelsen i till exempel maj-stång och majs-tång.
Manuell avstavning görs med tangenten för vanligt minustecken, eller med så kallat mjukt bindestreck. Ett mjukt bindestreck (soft hyphen, Unicode U+00AD) visas inte om ordet kan placeras i sin helhet på en och samma rad. Om utrymmet i slutet av raden blir så litet att ordet behöver avstavas, görs avstavningen på det ställe där det mjuka bindestrecket har infogats. Ett mjukt bindestreck anges i ordbehandlingsprogrammet Microsoft Word i Windows med tangentbordskombinationen Ctrl+bindestreck.
Om man vill undvika radbyte till exempel i ett sifferuttryck, infogas ett så kallat hårt mellanslag (även fast mellanrum) istället för ett vanligt mellanslag. Ett hårt mellanslag (non-breaking space, Unicode U+00A0) anges i ordbehandlingsprogrammet Microsoft Word i Windows med tangentbordskombinationen Ctrl+Skift+Blanksteg. I Mac OS används Alt+Blanksteg i alla program. I tillverkning av webbsidor (inklusive när man redigerar Wikipediasidor) behöver man dock använda kodsträngen &nbsp;.
I LaTeX-kod avstavar programmet ofta själv, men ibland kan det behöva lite vägledning. Då kan man infoga teckenkombinationen \- i ordet, på följande sätt: re\-konst\-ruera. \- infogas där man kan tänka sig att avstava ordet. Krävs ingen avstavning alls kommer inte dessa tecken att synas i det färdiga dokumentet. En anledning till att man kan behöva vägleda programmet på detta sätt kan vara att man råkar ut för en så kallad bad box, det vill säga att textraden fortsätter ut i marginalen på dokumentet.